# Cap de Cala Figuera
El Cap de Cala Figuera és un cap de l'illa de Mallorca. Es troba al municipi de Calvià i és el límit occidental de la badia de Palma. Compta amb una torre, la Torre de Cala Figuera, construïda entre 1579 i 1582, i amb un far. Al mateix lloc s'hi troben les abandonades instal·lacions militars de l'Acuartelamiento de Artilleria de costa de Mallorca. El far data de l'any 1860 i obra de l'enginyer Emili Pou.
Pren el nom de la cala veïna, Cala Figuera. Antigament s'anomenava Trefalempa o Punta de Trefalempa, un topònim d'origen aràbic que prové de Traf al-Empa 'el cap més elevat'.

## Referències

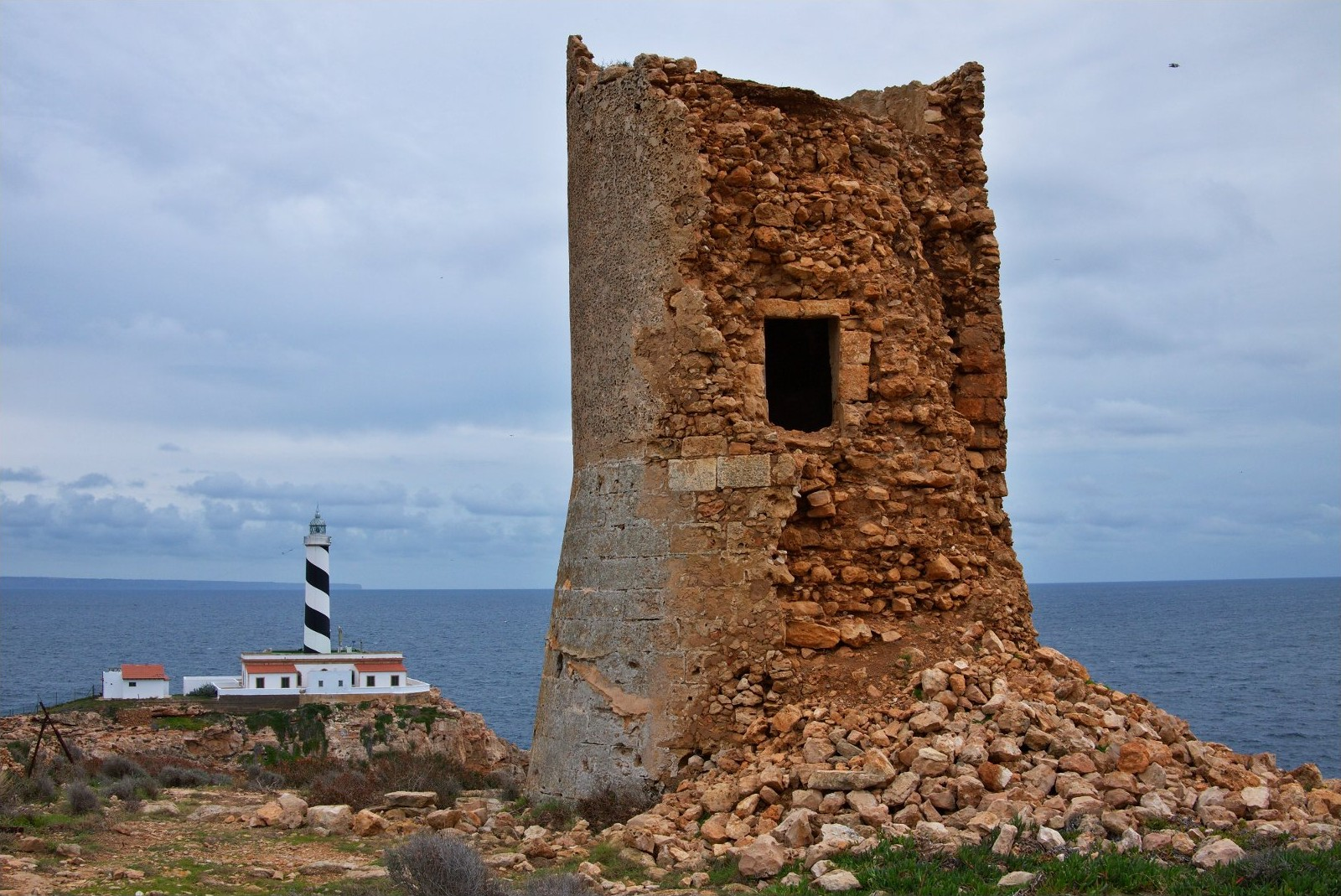
Torre de Cala Figuera, amb el far al fons.